# Coronation
Coronation ist eine Kleinstadt in Alberta, Kanada. Sie liegt ca. 210 km südöstlich von Edmonton und ca. 210 km nordöstlich von Calgary.

## Demographie
Der Zensus im Jahr 2011 ergab für die Gemeinde eine Bevölkerungszahl von 947 Einwohnern. Die Bevölkerung der Gemeinde hatte dabei im Vergleich zum Zensus von 2006 um 6,7 % abgenommen, während die Bevölkerung in der Provinz Alberta dagegen gleichzeitig um 10,8 % anwuchs.

Das Medianalter der Bevölkerung hier beträgt 44,4 Jahre (Männer=42,7; Frauen=45,6), während es in der restlichen Provinz 36,5 Jahre beträgt (Männer=35,9; Frauen=37,1).

## Verkehr
Verkehrstechnisch wird die Gemeinde vorrangig durch den Alberta Highway 12 und den Alberta Highway 872 erschlossen.

Im Süden der Gemeinde befindet sich der örtliche Flugplatz, der Coronation Airport (IATA-Flughafencode: YCT, ICAO-Code: CYCT, Transport Canada Identifier: -). Der kleine Flugplatz verfügt nur über eine kurze asphaltierte Start- und Landebahn mit einer Länge von weniger als 1000 Meter.

## Söhne und Töchter der Stadt
- Stuart Gillard (* 1950), kanadischer Regisseur
- Barbara Clark (* 1958), Schwimmerin
- Travis Brigley (* 1977), kanadischer Eishockeyspieler